# مسروپ تاغیادیان
مِسروپ داوتی تاغیادیان (به ارمنی: Մեսրոպ Դավթի Թաղիադյան) (زاده ۳ ژانویه ۱۸۰۳ حومه شهر ایروان، ارمنستان - درگذشته ۲۸ مه ۱۸۵۸ شیراز، ایران) یکی از بزرگترین نویسندگان، شاعران و روزنامه‌نگاران تاریخ ادبیات ارمنی در قرن نوزدهم میلادی است

## زندگی‌نامه
وی در ۳ ژانویه ۱۸۰۳ در محله «دزوراگیوغ» شهر ایروان، ارمنستان متولد شد دوران کودکی خود را در باغ‌ها و در کنار هرازدان (رود) گذرانید او کودکی بسیار جسور بود وی در سن ۱۲ سالگی برای تعلیم به شخصی «آوانس آسکاریان» مراجعه می‌کند و پس از مدتی به همین منظور نزد شخص دیگری به نام «آوانس وارتاپت» می‌رود این مرد که بسیار جسور و روشن ضمیر بوده و از علم و دانش بهره فراوان داشت با موسیقی کلیسایی بسیار آشنا بود. تاغیادیان در مدت یکسالی که با او بود خواندن و نوشتن را به‌خوبی آموخت و در سال ۱۸۱۶ برای بار سوم به فرد دیگری با نام «بوغوس وارتاپت قراداقی» مراجعه کرد و نزد وی دستور زبان ارمنی را به خوبی فرا گرفت. در سال ۱۸۱۷ بعنوان منشی در «کلیسای وانک» اچمیادزین مشغول کار شد و در سال ۱۸۲۱ خلیفه اعظم یپرم موقعی که می‌خواست به قره باغ برود تاغیادیان را نیز همراه خود برد
در بهار ۱۸۲۳ بعد از گذشتن از رود ارس به تبریز رفت و سه سال بعد وارد دانشگاه روحانی انگلیس در کلکته شد. در آنجا با فردی به نام «هیبرپروفسور» به تعلیم پرداخت. در سال ۱۸۳۱ در دیر مجاور کلیسای استفانوس مقدس مدرسه‌ای به نام «آمناپرکیچ» دارشام (دره شنب) در نزدیکی جلفا بنا کرد. سپس در سال ۱۸۳۳ در مدرسهٔ وانک اچمیادزین ارمنستان مشغول تدریس شده و پس از آن به به تبریز رفت و در آنجا به تدریس انگلیسی به شاهزاده ملک قاسم میرزا پسر عباس میرزا نایب السلطنه پرداخت. در سال ۱۸۳۹ بعد از فوت همسرش به کلکته رفته و در کالج انگلیسی شروع به تدریس کرد بعد از آن مدرسه‌ای به نام «سورپ ساندوخت» تأسیس کرد و سپس مدتی چاپخانه خود را به «چحیرا» برد و مدرسه‌ای نیز در آنجا افتتاح کرد او همچنین مجله ده روزه‌ای به نام «آزگاسر آرارتیان» در کلکته منتشر ساخت. در فاصله سال‌های ۱۸۳۴۵ تا ۱۸۵۳ به این فکر افتاد که مجله اش را مرتباً ماهی سه بار منتشر سازد ولی موفق به این کار نشد. تاغیادیان در کلکلته ۱۸ جلد کتاب نوشت و ترجمه کرد او شاعر نویسنده مورخ مترجم زبردستی بود و به زبان‌های ارمنی فارسی یونانی انگلیسی لاتین هندسی تسلط کافی داشت وی توانست با کمک مردم خیرخواه کتاب‌های خود را به چاپ برساند

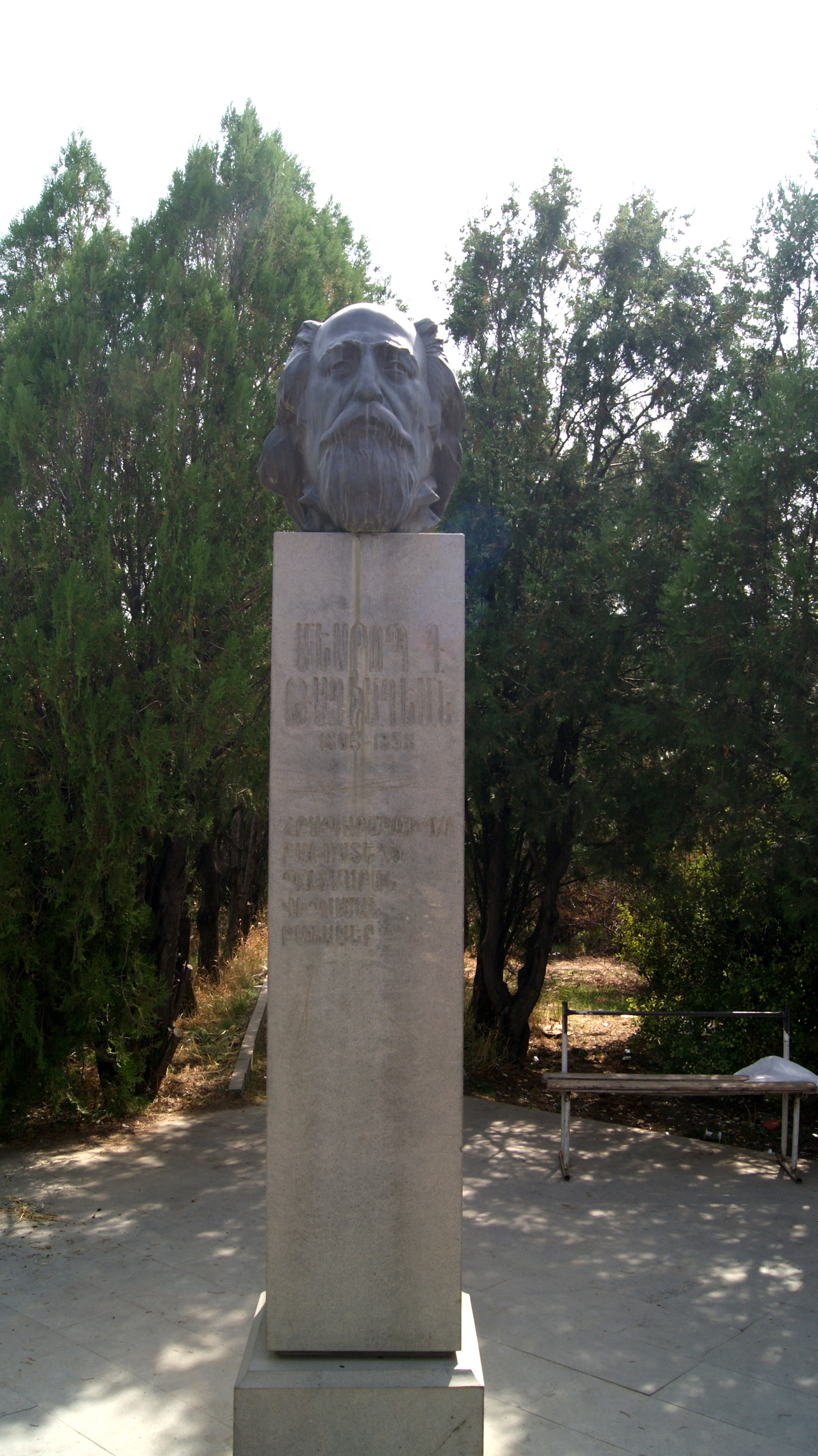

از سال ۱۸۵۳ زندگی دشوار آغاز می‌شود بخصوص که همسر دوم وی نیز در کلکته درگذشت و او مجبور بود که تنها زندگی کند و به هیچوجه علاقه نداشت
که با مردم معاشرت نماید و عمرش را سختی و تهایی می‌گذشت

در پاییز سال ۱۸۵۷ یکی از شاگردانش با نام «طاطاوس آودم» را مخاطب قرار داده و می‌گوید:
از این زندگی خسته شده‌ام و بعد از ۳۵ سال صدمه زندگی و رنج می‌خواهم مجدداً به وطنم ارمنستان بروم و بقیه عمر را در میان آشنایان و هموطنان خود بگذرانم.

عجمیان می‌نویسد:
او هجده صندق کتاب‌های خود را برداشته با کشتی سفر می‌کند و در ۱۷ آوریل ۱۸۵۸ به بوشهر می‌رسد و از بوشهر به شیراز می‌آید در ۱۸ ماه مه بمرض ذات الریه مبتلا شده و بعد از ۱۰ روز زجر کشیدن در روز بیست و هشتم مه قبل از رسیدن طبیب دارفانی را وداع می‌گوید. در تشیع جنازهٔ تمام ارامنه شیراز شرکت داشتند و او را در نزدییک باباکوهی در گورستان ارامنه به خاک سپردند.

## کتابشناسی
با این حال او توانست ۱۸ جلد کتاب خود را به چاپ برساند که به ترتیب عبارتنداز:
1. حقیقت در مذهب مسیح ترجمه از لاتین
2. تاریخ و جغرافی فلسطین ترجمه از انگلیسی
3. الفبای مسروپیان (که برای مدرسه مسروبیان تهیه شده بود)
4. خودآموز مسروبیان به زبان‌های ارمنی و انگلیسی
5. تاریخ قدیم هندوستان (این کتاب با هزینه هارطون آبکاریان به چاپ رسید)
6. روزنامه آزگاسر آرارتیان (شعار این روزنامه این جمله بود: علم و دانش خوشبختی و سعادت می‌آورد)
7. تاریخ ایران (۱۸۴۶ کتابی است که جلد اول آن به قطع متوسط در ۲۸۱ صفحه به هزینه شخصی آوانس سرکیسیان از اهالی سلماس به چاپ رسید ولی متأسفانه جلد دون این کتاب که دربارهٔ وضع جغرافیایی زبان و مذهب و مخصوصاً مذاهب اسلام و زردشت و شهرهای همدان و شیراز و خلیج فارس و مسائل اقتصادی و نظامی در آن مطرح شده به چاپ نرسیده‌است)
8. امثله ایران، ترجمه شده از بان‌های مختلف، در هشتاد و چهار صفحه
9. رمان وارتکس (به ارمنی: Վէպ Վարդգիսի տեառն տուհաց) (۱۸۴۶ به زبان ارمنی)
10. رمان وارسنیک به (به ارمنی: Վէպ Վարսենկան սկայուհւոյ Աղուանից) (۱۸۴۷ به زبان ارمنی)
11. خودآموز مسروبیان برای کودکان دبستانی (این کتاب توسط شوشان همسر دوم تاغیادیان به چاپ رسید
12. سوس و سوندیپی (۱۸۴۷ رمانی است ملی و مربوط به تاریخ ارامنه)
13. سخنرانی‌هایی راجع به آموزش و پرورش دختران (هوسپ آقابگیان آن را به چاپ رسانده‌است)
14. شهادت دختر ساندوخت - شعر تاریخی
15. نظامنامه و برنامه دبستان ساندوخت
16. سفرنامه ارمنستان (متأسفانه از این کتاب نفیس تنها جلد اول آن به هزینه ارامنه هندوستان به چاپ رسید